# Mymaromella pala
Mymaromella pala is een vliesvleugelig insect uit de familie Mymarommatidae. De wetenschappelijke naam is voor het eerst geldig gepubliceerd in 2008 door Huber & Gibson.